# 姚敏
姚敏（1917年11月—1967年3月30日），原名姚振民，筆名梅翁、周萍、秦冠等，寧波人，出生於上海，中国作曲家。

## 生平
姚敏自幼喪父，家貧，失學。先後做過雜貨店學徒、海員等。從小喜音樂，天性敏慧，勤奮好學，學會拉胡琴、唱京戲。一個偶然機會，結識日本作曲家服部良一，隨其學作曲。與胞妹姚莉等人常到電台演唱，後進百代唱片公司開始作曲生涯。
姚敏既能譜曲、填詞又能演唱，多才多藝，被公認是「歌壇不倒翁」，所創作歌曲從民間小調到西洋爵士都有，體裁廣泛、風格多樣、旋律優美，不拘一格，主要作品有《天長地久》、《大地回春》、《訴衷情》、《我是浮萍一片》、《喜臨門》、《薔薇花》、《良夜不能留》、《月下佳人》、《恨不相逢未嫁時》等。這些歌曲流行一時，姚敏成為後起之秀中佼佼者。
1950年，姚敏移居香港，繼續音樂工作，50年代中後期，事業達巔峰期，佳作連連。如《三年》、《情人的眼淚》、《總有一天等到你》、《碧血黃花》、《我要為你歌唱》、《蘭閨寂寂》、《春風吻上我的臉》、《江水向東流》、《我有一段情》、《神祕女郎》、《站在高崗上》、《廟院鐘聲》、《等待》改編自《良夜不能留》、《雪山盟》、《第二春》等，像這樣膾炙人口的曲子不勝枚舉，至今仍被後輩歌手廣為翻唱。其中《第二春》還被英國舞台劇《蘇絲黃的世界》改編成英文歌曲，流傳歐美。
1959年和1961年，姚敏分別獲得亞洲影展最佳音樂獎及金馬獎最佳音樂獎等，成為當時香港炙手可熱的首席流行歌曲作曲家。姚敏的歌，唱紅了幾代歌星：從周璇、姚莉到李香蘭、葛蘭、靜婷、潘秀琼，再到鄧麗君、麗莎、奚秀蘭、鳳飛飛、劉文正、費玉清等。
1967年3月30日下午二時，姚敏偕同其妻葉紅、胞妹姚莉，及男女友一共八人，到北角金舫夜總會三樓抹牌。姚敏為夜總會之常客，該處三樓312號房更為彼等常到作局之處，當時男女八人，分為兩枱牌。
姚敏、姚莉及另兩名男女友為一局，其妻葉紅，另三人又一局，準備玩至六時，即落二樓夜總會晚飯，不料至五時四十分，八圈將完之際，姚敏突感不適，自動提議罷戰，其妻見彼面色青白、手足顫動，亦勸之登床休息，後其妹姚莉，見神態有異，通知該樓部長，代請醫生，時姚敏漸陷昏迷，不能言語，迫得先行報警，由救傷車送達醫院時已斃命。

## 代表作（20世紀）

### 30年代
- 《小放牛》
- 《賣湯圓》

### 40年代
- 《馬來風光》
- 《訴衷情》
- 《三年别离又相逢》
- 《恨不相逢未嫁時》
- 《苏州河边》＜蘇州河邊一曲＞，並非姚敏作品，曲詞實為陳歌辛所作（筆名懷鈺），祗是由姚敏、姚莉兄妹合唱。可見於＜上海老歌名典＞（台灣遠景出版社）。
- 《良夜不能留》

### 50年代
- 《三年》
- 《小時候》
- 《月桃花》
- 《第二春》
- 《迎春花》
- 《春風吻上我的臉》
- 《小小羊兒要回家》
- 《家家有本难念的经》
- 《梦里相思》
- 《那个不关心》＜那個不關心＞一曲，其曲調實為＜那個不多情＞，此曲實為黎錦光（李七牛）所作。可見於＜上海老歌名典＞，台灣遠景出版社出版。
- 《我有一段情》
- 《為甚不說話》
- 《杏花溪之戀》
- 《我要飛上青天》
- 《情人的眼泪》（1958年创作，1964年被电影《小云雀》选为插曲）
- 《泥娃娃》(His Master's Voicee狗標唱片NAC-97 原唱:于飛 曲:羅中(姚敏) 詞:陳聯(陳蝶衣，NAC-102 瓜田悲歌是1956年電影《採西瓜的姑娘》主題曲，故在1956年以前創作 )
- 《我有個好家庭》
- 《重回你的懷抱》
- 《何必旁人來說媒》

### 60年代
- 《情人山》
- 《採紅菱》
- 《小窗相思》
- 《知道不知道》
- 《愛人像蜜糖》
- 《初一到十五》
- 《我要等著你》
- 《寂寞的晚上》
- 《忘不了的你 Colours Of The Rainbow》

### 年代待查
- 《戀痕》
- 《小親親》
- 《秦淮河畔》
- 《我是一隻畫眉鳥》
- 《東山飄雨西山晴》

## 家庭
- 姚敏1917—1967=妻子葉紅
  - 大兒子2009年時已60多歲[2]
    - 數名孫女[2]
- 妹妹姚英1918—？，同其丈夫一直在昆明，已去世[2]
- 妹妹姚莉1922—2019=丈夫黃保羅1926—2005（扬子飯店副经理兼扬子舞厅经理黄志坚的長子）[3]。[3][2][4][5]，1945年結婚[2]
  - 一子，在美國西雅圖[2]
    - 一名孫女[2]

  - 一女，在加拿大多倫多[2]
    - 2012年外孫已上大學[3][2][5]

## 外部連結
- 姚敏作曲的曲譜（页面存档备份，存于）

1. ↑  
姚敏：站在时代曲高岗上，春风吻上了他的脸 （页面存档备份，存于）
2. 1 2 3 4 5 6 7 8 9  对话姚莉：请用耳朵来看我 （页面存档备份，存于）新浪新聞中心，2009年8月19日
3. 1 2 3  姚莉破例開銀嗓‧樂齡歌迷失控 （页面存档备份，存于）世華媒體，2012年7月4日
4. ↑  上海滩七大歌后之一姚莉今天凌晨去世 享年96岁 （页面存档备份，存于）搜狐，2019年7月19日
5. 1 2  洗尽铅华为羹汤的影星和歌星(下) （页面存档备份，存于）少年兒童出版社，2012年1月27日